# Rhyacocnemis sufficiens
Rhyacocnemis sufficiens là loài chuồn chuồn trong họ Platycnemididae. Loài này được Lieftinck mô tả khoa học đầu tiên năm 1956.